# Felix Mottl
Felix Josef von Mottl (Unter St. Veit barri de Viena, 24 d'agost de 1856 - Múnic, Baviera, 1 de juliol de 1911) fou un compositor i director d'orquestra alemany.
Admès a causa de la seva bella veu en el Seminari de Loewenburg, continuà els seus estudis en el Conservatori de Viena, que deixà després d'haver aconseguit les més altes recompenses, sent al cap de poc nomenat director de l'Akademischer-Wagner-Verein, de Viena. El 1881 succeí en Dessoff com a director d'orquestra de Karlsruhe, i el 1886 assolí un gran èxit dirigint per primera vegada les representacions wagnerianes de Bayreuth (Parsifal i Tristany), –preparant especialment per aquests esdeveniments al tenor Ernest van Dyck–, i que renovà en successives temporades.
També fou director de la Philarmonischer Verein, i el 1903 se'l nomenà director general de la música de la cort de Múnic, on va tenir com a repetiteur l'austríac Franz Moser. i entre altres alumnes va tenir a Fernando Liuzzi, al madrileny Manuel Fernández Alberdi i altres com Franz von Hoesslin i el Hanns Oscar Rohr. Contractat el 1903 per a dirigir el Parsifal a Nova York, es retirà en l'últim moment després d'haver dedicat cinc mesos a la seva preparació. A més havà dirigit concerts i representacions líriques en la majoria de les capitals europees (París, Londres, Viena, etc.), se'l considerava un dels millors interpretes de Wagner.
Estava casat amb la soprano austríaca Henriette Mottl-Standthartner (1866-1933).
També fou un distingit compositor i va escriure diverses òperes:
- Agnes Bernauer (1880);
- Ramin & Fürst und Sänger (1881) una peça de circumstàncies;
- Eberstein (1881);
- el ball Pam im Busch (1900);
- un quartet per a instruments de corda, lieder's, etc.

A més, publicà obertures inèdites de Wagner (König Euzio, Polònia, Cristoph Columbus, Rute Britania), instrumentà cinc melodies del mateix autor, lieder de Mozart i de Schubert, etc.